# Віленське перемир'я

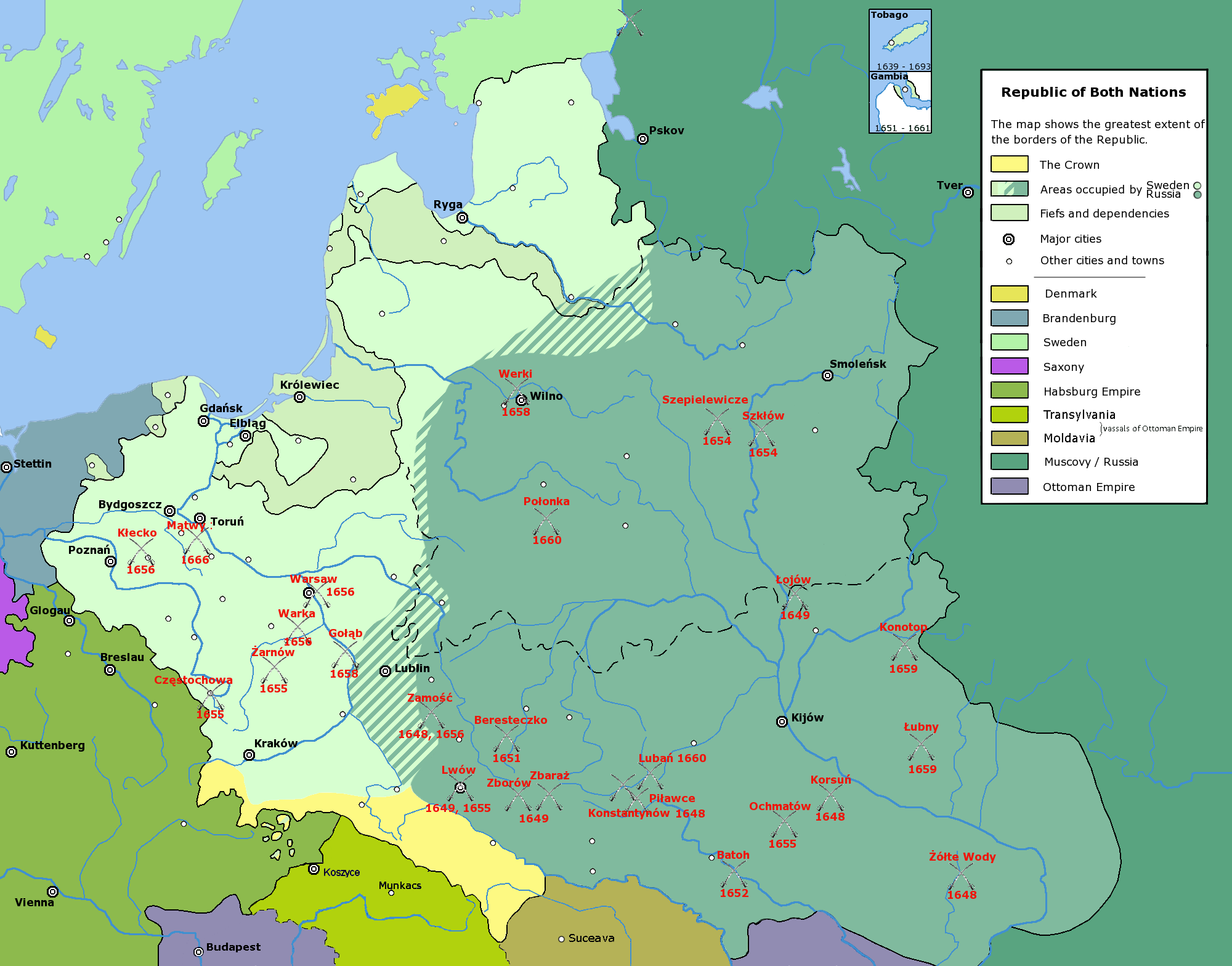
Території, контрольовані московськими та козацькими військами на момент підписання Віленського перемир'я

Віленське перемир'я 1656 — перемир'я, укладене 24 жовтня (3 листопада) 1656 у в селі Немежа коло Вільна (тепер Вільнюс, Литва) між Річчю Посполитою і Московською державою.

## Історія
Переговори під Вільном тривали з 22 серпня до 3 листопада н.ст. 1656. Українське посольство, на вимогу послів від Московії, не було допущене до участі у виробленні умов Віленського перемир'я, а висунуті гетьманом Богданом Хмельницьким пропозиції були відкинуті. За угодою припинялися воєнні дії між Річчю Посполитою і Московією та обидві країни зобов'язувалися не розпочинати переговорів про мир зі Швецією. Обговорювалося питання про встановлення державних кордонів і обрання Олексія Михайловича королем Речі Посполитої після смерті Яна II Казимира, які, однак, не дали конкретних результатів.
Московсько-польський мир скасував Переяславську угоду. Москва ставала союзницею Речі Посполитою. Крім того, московсько-польський союз був спрямований проти нового союзника України — короля шведського Карла Х Густава.
Віленський мир викликав обурення Богдана Хмельницького та козацької старшини. На скликаній у Чигирині козацькій Раді, всі присутні полковники, осавули, сотники присягли гетьману, що будуть спільно боротися за Україну: «присягали собі, а не чужим монархам».
Сам Богдан Хмельницький розгорнув активну діяльність по створенню коаліції з ряду європейських країн, що мала вирішити «польське питання». До неї мали ввійти Швеція, Бранденбург і Трансільванія. Згідно з планами учасників коаліції, Речі Посполитої мала бути розділена між її членами, причому Україна повинна була отримати всі землі, заселені українцями, а також, разом із Швецією, протекторат над Литвою, що повинна була перетворитись на Литовське королівство. Сам Б. Хмельницький мав отримати титул «дідичного князя». Проте смерть гетьмана не дозволила реалізуватися цим планам.
Після укладення Гадяцького договору 1658 року, та встановлення союзницьких відносин між Україною і Річчю Посполитою, ці держави продовжували війну проти Московського царства.